# James Henry Craig
Pour les articles homonymes, voir James Craig.
James Henry Craig (1748-12 janvier 1812) est un officier militaire britannique et un administrateur colonial. Il s'illustre notamment au cours de la guerre d'indépendance américaine. Il est gouverneur en chef de l'Amérique du Nord britannique et gouverneur du Bas-Canada de 1807 à 1811. Dès son arrivée, il multiplie les affrontements avec la Chambre d’assemblée, où les députés canadiens sont majoritaires, notamment sur l’exclusion du député juif Ezekiel Hart et sur l’inéligibilité des juges. Ses proches conseillers, la clique du Château, témoignent de leur côté d’hostilité envers les francophones. En raison des trois prorogations du Parlement et des élections qu’il ordonne en 16 mois, des emprisonnements arbitraires contre des députés (dont Pierre-Stanislas Bédard) et de la censure du journal Le Canadien en 1810, son administration est marquée par les crises. Il est appelé par ses détracteurs « little king Craig » puisqu'il s'arroge un pouvoir que le roi lui-même ne peut pas s'accorder  en Angleterre. À Londres, on l’incite à démissionner pour calmer le climat politique dans la colonie, puisqu'une guerre avec les États-Unis est imminente. Pour Philippe Aubert de Gaspé, sa mémoire est odieuse pour les Canadiens français.

## Biographie

### Enfance et formation
James Henry Craig est né à Gibraltar, alors forteresse britannique, dans une famille écossaise. Il est le fils de Hew Craig, qui y sert comme juge militaire et civil. Le jeune Craig reçoit très tôt une éducation militaire, avant d'être envoyé à l'académie militaire de Modène en Italie pour y poursuivre sa formation. Il entre comme enseigne dans l'armée, plus précisément dans le 30e régiment d'infanterie, à l'âge de 15 ans en 1763. Craig devient ensuite aide de camp de Robert Boyd, lieutenant-gouverneur de Gibraltar, en 1770. En 1773, Craig est nommé capitaine dans le 47e régiment d'infanterie. Il est déployé en Amérique avec le régiment peu après.

### Carrière militaire

#### La Révolution américaine

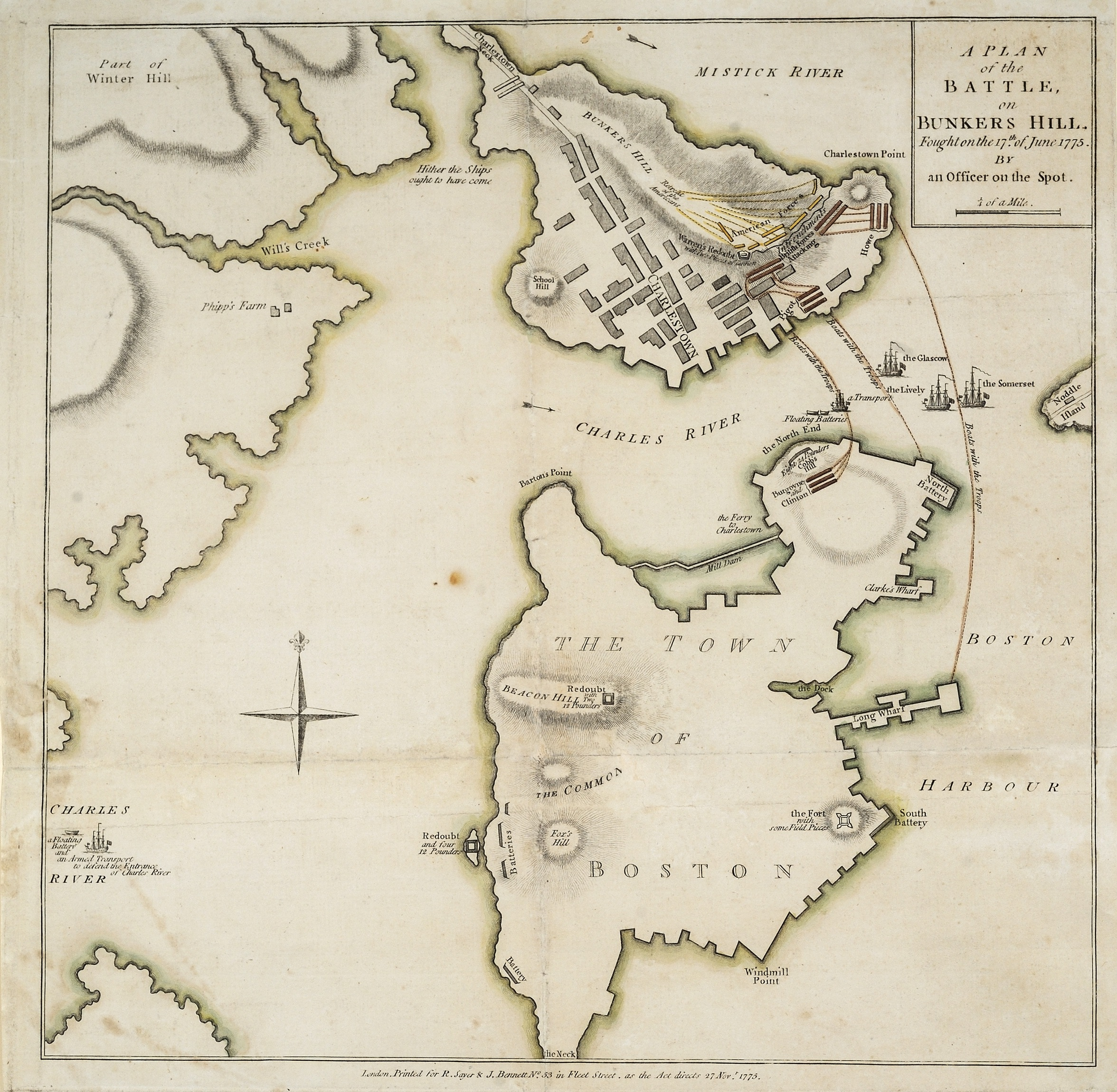
Craig prend part à la bataille de Bunker Hill en 1775.

Craig est dépêché à Boston en 1774 à la tête d'une compagnie du 47e régiment d'infanterie. Il participe aux principaux événements de la guerre d'indépendance des États-Unis, dont à la bataille de Bunker Hill en 1775. Il se fait rapidement remarquer et monte en grade, devenant commandant en 1774, major puis lieutenant-colonel en 1778.
En 1776, l'armée britannique évacue Boston et se dirige vers Halifax. Sous les ordres du gouverneur Guy Carleton, il aide à repousser l'invasion de la province de Québec par les Américains. Le commandant Craig est ensuite envoyé à Trois-Rivières avec le 47e régiment en juin 1776, puis à l'île aux Noix, à Ticonderoga, à Hubbardton, à Freeman's Farm (1778-1781) et à Penobscot Bay.
Il aurait été blessé au moins à deux reprises au cours de cette période. Craig est enfin dépêché à Halifax en 1780 puis à Charleston en janvier 1781. Il participe alors à la campagne de Wilmington avant de s'embarquer enfin pour l'Angleterre en décembre 1782.

#### Les Pays-Bas, l'Afrique du Sud et l'Inde
Craig poursuit sa montée dans l'armée, devenant adjudant général de l'armée du duc d'York en 1794 et major général en 1795. Cette année-là, les Pays-Bas sont envahis par l'armée révolutionnaire française. Le Stathouder déchu Guillaume V d'Orange-Nassau et sa famille se réfugient en Angleterre. Une force britannique, sous le commandement de Craig, est envoyée au Cap, en Afrique du Sud, afin de prendre Bonne-Espérance aux Hollandais. L'expédition est un succès quoique l'occupation de la colonie profite aux intérêts britanniques et non à Guillaume V. Ceci permet en effet d'assurer un passage aux navires britanniques vers l'Inde. Craig demeure gouverneur jusqu'en 1797, puis il part pour l'Inde britannique, où il devient lieutenant général le 25 février 1801. Durant cette période, il est décoré de l'Ordre du Bain.
En 1801, il rentre en Angleterre où il exerce le commandement du district de l'Est, malgré sa mauvaise santé (il souffrirait d'hydropisie chronique). En 1805, alors que son pays est en guerre contre Napoléon, Craig est nommé général local en Méditerranée. Il participe aux batailles d'Ulm et d'Austerlitz. Il rentre à nouveau en Angleterre en 1806.

### Gouverneur du Bas-Canada
James Henry Craig est nommé gouverneur en chef de l'Amérique du Nord britannique et gouverneur du Bas-Canada en 1807. Le roi George III lui demande « de faire face aux menaces apparentes d'hostilités avec les États-Unis d'Amérique ». Il arrive malade à Québec le 18 octobre où il peut tout de suite compter sur son secrétaire Herman Witsius Ryland. Craig tente d'abord de mettre la province en état de défense, comme le roi l'a intimé, en faisant notamment réparer les fortifications et en recherchant les alliances avec les Autochtones. Une guerre avec les États-Unis semble effectivement imminente. Le 22 juin, un navire américain, le Chesapeake, avait été arraisonné en Atlantique par un navire britannique. Ceci accentue les tensions entre la métropole et les États-Unis.
Craig préside sa première ouverture de session du Parlement le 29 janvier 1808 alors que Louis-Joseph Papineau fait lui-même son entrée à titre de député. Le gouverneur tend rapidement à favoriser les bureaucrates et proches de l'exécutif face aux députés canadiens, majoritaires. Il fait siennes les mesures proposées par ses conseillers - la « clique du Château » -, dont son secrétaire Ryland, l’évêque anglican Jacob Mountain et le juge en chef Jonathan Sewell: domination des Britanniques dans les postes clés de l'administration et de la magistrature, construction d'écoles anglo-protestantes en vertu de la loi de l'Institution royale de 1801, mise sous tutelle du clergé catholique et peuplement des terres nouvellement ouvertes à la colonisation, les Cantons de l'Est, par des Britanniques ou des loyalistes américains.

#### L'inéligibilité des juges et le cas du député juif Ezechiel Hart

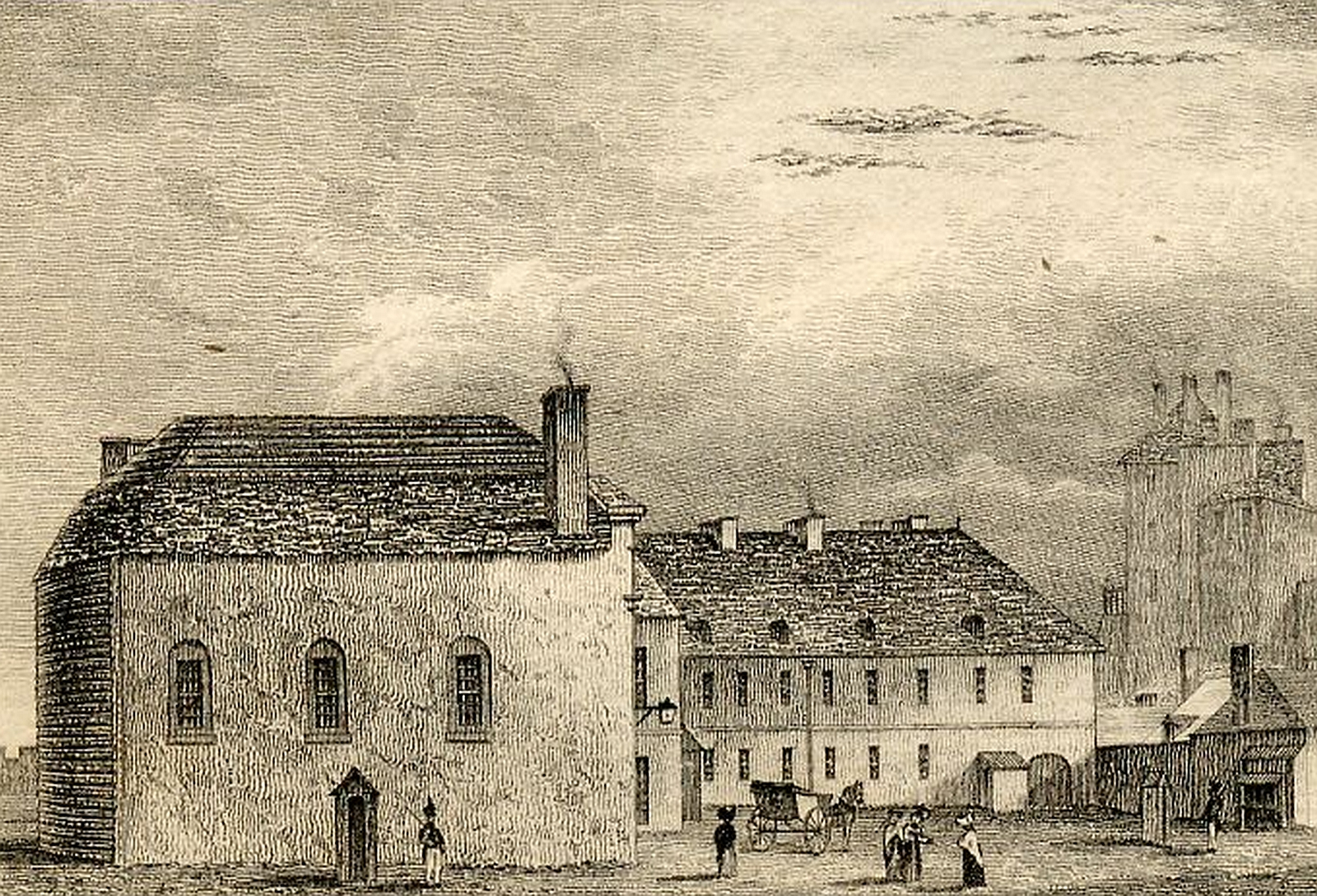
La Chambre d'assemblée siège, à l'époque des confrontations avec le gouverneur Craig, dans la chapelle de l'ancien palais épiscopal à Québec.

Le jour même de l'ouverture de la session, le 29 janvier, la Chambre juge qu'Ezekiel Hart, député juif de Trois-Rivières, est inapte à siéger en raison de sa religion. De fait, les députés canadiens s'appuyaient sur la loi britannique qui n'accordait pas aux Juifs le droit de siéger au Parlement. Ce faisant, ils éloignaient un adversaire politique qui appuyait les bureaucrates. Le 4 mars, elle adopte un projet de loi rendant les juges inéligibles à siéger à la Chambre d'assemblée. Le droit parlementaire anglais était clair sur la séparation des pouvoirs législatif et judiciaire, et les juges ne pouvaient être élus à la Chambre des communes à Londres. Les députés canadiens considéraient qu'on ne pouvait pas reconnaître un droit dans la métropole et un autre différent dans les colonies. Deux députés, qui cumulent la charge de juge, sont dans la mire de leurs collègues. Pierre-Amable De Bonne et Louis-Charles Foucher soutiennent l'administration coloniale. Les débats sont chargés et la tension est palpable au Parlement. Le Conseil législatif rejette ce projet de loi, ce qui n'apaise pas les choses.
Craig connaît son baptême de feu avec ces deux projets de loi. Il choisit de proroger la session le 14 avril, puis de dissoudre le Parlement quelques jours plus tard. Des élections sont aussitôt déclenchées. Chaque camp organise sa campagne. Ils peuvent chacun compter sur un journal pour faire la promotion de leurs idées. The Quebec Mercury, fondé en 1805, et Le Canadien, fondé par Pierre Bédard et François Blanchet en 1806, s'affrontaient. Ce dernier journal n'hésite pas, alors que l'Angleterre est en guerre contre la France de Napoléon, à démontrer l'ironie de laisser sa colonie entre les mains d'une oligarchie. Le Canadien se plaît aussi à rappeler les mots et les théories des grands constitutionnalistes et philosophes anglais comme John Locke et William Blackstone.
Or, pour Craig, Le Canadien va trop loin dans ses critiques sur « le gouvernement de Sa Majesté ». Il juge que c'est « une publication séditieuse et diffamatoire », qui a « pour mission d'avilir le gouvernement, de mécontenter les citoyens et de créer un esprit de discorde et d'animosité entre les deux partis qui les composent ».
Le 16 juin, alors que la campagne est encore en cours, le gouverneur pose un geste qui met le feu aux poudres. Il retire la commission d'officier de milice aux députés Pierre-Stanislas Bédard, Jean-Antoine Panet et Jean-Thomas Taschereau de même qu'à l'inspecteur du domaine du roi, Joseph-Bernard Planté. Pour expliquer cela, on leur reproche leurs liens avec Le Canadien. Le journal est particulièrement ciblé par les administrateurs coloniaux. Il ne pourra dorénavant plus être envoyé par la poste, ordre du gouverneur. Qu'à cela ne tienne, Le Canadien continuera de circuler en empruntant d'autres voies.
Ces manœuvres demeurent sans effet sur les résultats électoraux. Les candidats canadiens continuent de bénéficier de l'appui de la population. Le 18 juin, les résultats sont connus. Sur une Chambre comptant alors un total de 50 députés, 36 candidats canadiens l'emportent contre 14 candidats anglophones ou proches de l'exécutif.

Dans ce contexte, Craig se fait rapidement un avis sur la population coloniale et les membres du Parlement. Le 4 août 1808, le gouverneur écrit ainsi :   
« Les Canadiens sont insubordonnés et n'aiment pas la soumission. Si les seigneurs possédaient leur ancienne influence, il en serait bien autrement. Les avocats et les notaires paraissent maintenant avoir pris la direction, et avec eux est venu l'esprit d'indépendance. [...] Les avocats forment un parti très puissant dans la Chambre. »   
Depuis quelques années déjà, la Chambre souhaite assurer un certain contrôle des dépenses de l'administration coloniale, notamment par un examen des finances publiques et par l'obtention d'un droit de regard sur les salaires des employés. Le Canadien continue de se faire le porte-parole de cette position. Afin de dénoncer le salaire de certains fonctionnaires et la faible représentation des Canadiens dans la fonction publique, les salaires des officiers qui figurent sur la liste civile sont publiés dans Le Canadien le 5 novembre 1808. 

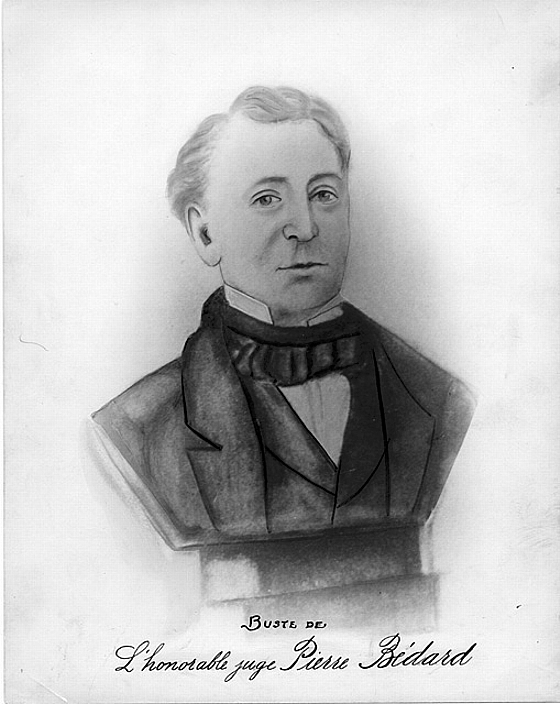
Le député Pierre Bédard, cofondateur du Canadien, se démarque par ses discours fouillés à la Chambre d'assemblée.

Lors de la session de 1809, deux questions continuent de dominer les débats à la Chambre d'assemblée et mènent à un affrontement entre le gouverneur et la majorité francophone des députés : l'éligibilité des juges et l'expulsion du député juif Ezekiel Hart. Ce dernier a en effet été réélu dans Trois-Rivières à l'été 1808.
Pierre Bédard, député depuis 1792, se démarque par ses discours fouillés et sa maîtrise en matière de constitution et des diverses institutions britanniques. Grand défenseur de l'indépendance des pouvoirs, il tente de démontrer l'existence d'un « ministère » dans la colonie bas-canadienne. Pour lui, les représentants de la population constituent une sorte de chien de garde de l'exécutif. Bédard fait donc la promotion du contrôle des subsides par les députés, de la responsabilité du Conseil exécutif et de la liberté de la presse, tout en demeurant loyal envers la Couronne.

C'est dans ce contexte que la Chambre d'assemblée adopte, le 28 avril, un autre projet de loi sur l'inaptitude des Juifs à y siéger suivi d'une résolution, le 5 mai, contre Ezekiel Hart, et ce, même s'il a prononcé le serment selon les formes. Cinq jours plus tard, un comité spécial de la Chambre fait rapport sur l'élection des juges et conclue que cela conduit à plusieurs écueils tandis qu'un comité du Conseil exécutif stipule que l'Assemblée pose un geste inconstitutionnel en expulsant un député, comme dans le cas de Hart.

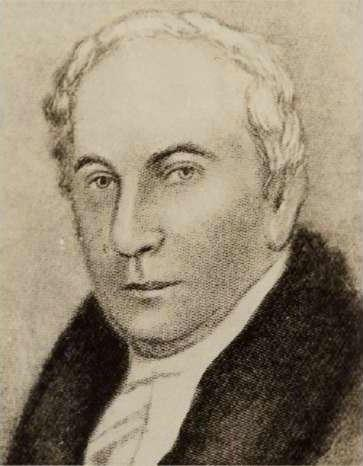
Ezekiel Hart est élu en 1807 et 1808 mais ne peut siéger à la Chambre d'assemblée en raison de sa religion judaïque.

Le gouverneur Craig surgit inopinément dans l'enceinte du Parlement, le 15 mai 1809, afin de proroger la session. Ce geste spectaculaire de la part d'un représentant de la Couronne est rapporté en détails dans les journaux américains et britanniques.
Cette fois, Craig s'implique personnellement dans la campagne électorale, ce qui permet au Canadien de citer de longs passages du Bill of Rights anglais qui est on ne peut plus clair quant à l'interdiction d'interventions de l'exécutif dans les élections.

Encore une fois, les deux camps fourbissent leurs armes. C'est par les mots qu'ils se démarquent: les chansons et pamphlets se multiplient. En 1810, cette chanson met en valeur le député Bédard: 
« Au torrent ministériel 
Ton bras oppose une barrière;  
Au Souverain, toujours fidèle 

Tu combats seul le ministère. » 
Denis-Benjamin Viger publie Considérations sur les effets qu'ont produit en Canada, la conservation des établissemens du pays, les meurs, l'éducation, etc. de ses habitans où il fait la promotion des conséquences positives de divers gestes posés par les administrateurs britanniques depuis 1763, qui se sont gagné l'appui de la population bas-canadienne grâce au respect de leurs lois et valeurs. Ross Cuthbert lui répond dans An apology for Great Britain.
Le 23 novembre, les résultats sont connus. Quarante candidats canadiens l'ont emporté, contre 8 de l'exécutif et deux indépendants. Après cette douche froide, le gouverneur Craig est aussi rappelé à l'ordre par le secrétaire d'État Lord Castlereah. Ce dernier affirme qu'un gouverneur n'a absolument pas à s'immiscer dans les débats de la Chambre. Il doit de plus sanctionner les deux lois qui l'ont incité à poser ce geste d'éclat que constitue la prorogation inattendue du Parlement: l'inéligibilité des juges et l'expulsion du député juif Hart.

#### La presse duCanadienest saisie et Pierre Bédard est arrêté

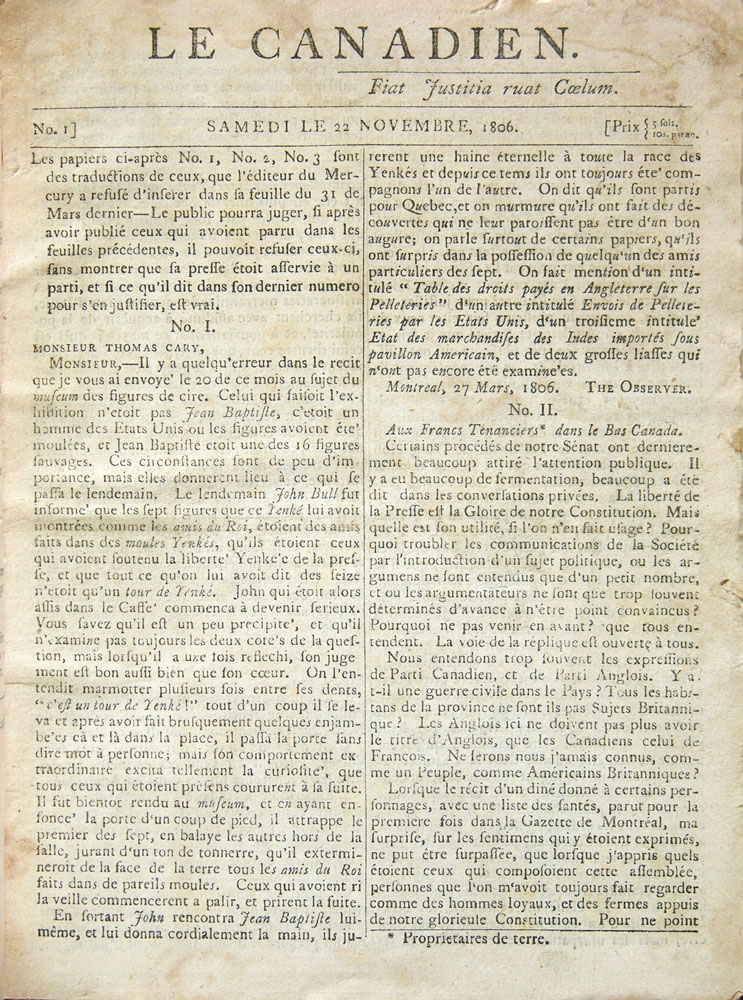
Le Canadien est fondé en 1806. Sa presse est saisie sur ordre du gouverneur Craig en mars 1810.

En janvier 1810, la session s'ouvre sur fond de vives tensions. Le 9 février, la Chambre adopte à nouveau un projet de loi sur l'inéligibilité des juges comme Lord Castlereah l'avait recommandé. Dans les jours qui suivent, elle annonce aussi, par le biais d'adresses au roi et aux deux chambres londoniennes, qu'elle est désormais en mesure de voter elle-même toutes les dépenses civiles. Le 23 février, même s'il s'engage à faire parvenir lesdites adresses à Londres, Craig envoie un message à l'Assemblée dans lequel il affirme son profond désaccord face à cette décision. En privé, il affirme qu’il s’agit là de la « mesure la plus importante et la plus dangereuse de la session ».
Le lendemain, 24 février, l'expulsion du député et juge Pierre-Amable De Bonne est confirmée, malgré une demande du Conseil législatif de surseoir jusqu'à ce que le Parlement soit dissout. Pour Craig, cette expulsion est ni plus ni moins qu'inconstitutionnelle. Le 26 février, il proroge la session. Le 1er mars, la Chambre est dissoute et des élections sont déclenchées. Le Mercury n'hésite pas à adresser ses félicitations à Craig pour s'être tenu debout devant les « tyrans de la démocratie ».
Au cours des élections, le gouverneur fait campagne, faisant même graver et distribuer son portrait. Il incite de plus fortement le clergé à se prononcer contre les candidats du Canadiens. Le juge De Bonne lance de son côté Le Vrai Canadien. Les 10 et 14 mars, Le Canadien s'en prend à celui-ci et à ceux qui appuient les gestes du gouverneur par des adresses. Pour ce dernier, c'en est trop. À son avis, le journal a par trop « grossièrement représenté et vilipendé » l'administration coloniale. Cela a entraîné un « esprit de mécontentement, de méfiance et d'aberration [qui pourrait] avoir les conséquences les plus alarmantes. »   
Le 17 mars, la presse et les caractères du Canadien sont saisis et mis sous scellés. Deux jours plus tard, Bédard est arrêté, de même que les députés François Blanchet et Jean-Thomas Taschereau. L'imprimeur du Canadien, Charles Lefrançois, est lui aussi arrêté. Plusieurs Canadiens et Britanniques félicitent le gouverneur face à ce geste d'autorité.
Le 21 mars, le gouverneur émet une proclamation pour expliquer sa conduite contre les responsables « d'écrits méchants, séditieux et traîtres dans cette province ». Il la fait même imprimer afin qu'elle soit largement diffusée. Le 30 mars, Craig écrit à Liverpool qu'il tente ainsi « de mettre un frein au développement de l'influence démocratique qui se manifestait chaque jour de plus en plus et dont la Chambre d'assemblée était l'organe direct. »     
Après avoir été convoqué devant le Conseil exécutif, Mgr Plessis envoie une lettre à ses curés le 21 mars, appuyant la proclamation du gouverneur, dans laquelle il les incite à témoigner de leur loyauté et zèle envers l'administration. L'évêque écrit : « Les esprits ont été singulièrement exaltés, échauffés, irrités de part et d'autre. Le gouvernement a été mal servi par ses amis et par ses ennemis. J'ai écrit à mon clergé afin qu'il recommandât aux fidèles l'obéissance, la soumission, le plus grand respect pour le pouvoir exécutif ». Le 1er avril, Mgr Plessis prononce un sermon où il fait à nouveau appel au loyalisme. À son avis, les Canadiens courrent « les plus grands risques, se livrer aux idées trompeuses d'une liberté inconstitutionnelle que chercheraient à lui insinuer certains caractères ambitieux ».

Même si Denis-Benjamin Viger affirme que les élections se sont déroulées « au bruit des chaînes », les résultats parlent d'eux-mêmes en avril: 38 Canadiens sont élus contre 12 bureaucrates. Pierre Bédard, toujours emprisonné et malgré la cabale du curé de Varennes, est lui-même réélu, cette fois dans Surrey (aujourd'hui Verchères) aux côtés de son frère Joseph. 

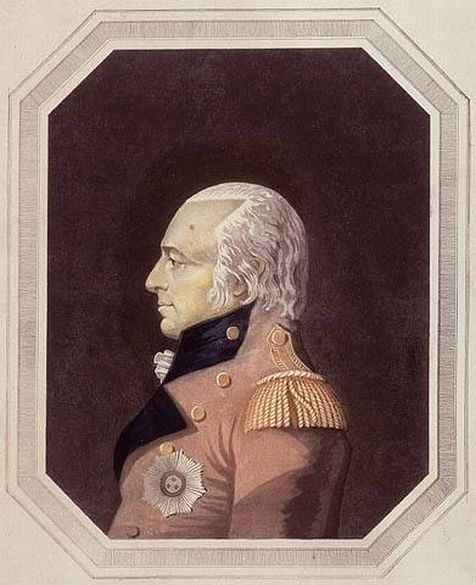
Portrait du gouverneur Craig vers 1810-1811. James Henry Craig, estampe coloriée à la main réalisée d'après un portrait de Gerrit Schipper. (Bibliothèque et Archives Canada, n^{o} d'acc 1990-317-1).

François Blanchet est un homme libre le 11 juin. Il a auparavant dû signer une lettre de repentance pour bénéficier d'un tel privilège. Le 25 juillet, c'est au tour du député Jean-Thomas Taschereau d'être libéré après avoir demandé pardon pour « sa conduite imprudente ». Charles Lefrançois sort enfin le 11 août « après avoir confessé ses erreurs ». Le tout s'est déroulé sans aucun procès pour les personnes incarcérées.
Par la voix de son avocat, Andrew Stuart, Bédard invoque l'habeas corpus, en vain. À défaut, il demande un procès ou, dans le cas contraire, sa libération pure et simple. L'exécutif demeure inflexible. Il va même jusqu'à dépêcher l'un de ses frères prêtres, Jean-Charles, pour le convaincre d'opter pour le repentir.
Les mauvaises nouvelles se succèdent toutefois pour le gouverneur. En août, James Jackson, un ambassadeur spécial dépêché en Amérique du Nord, l'informe qu'il doit composer le plus possible avec les élus dans la perspective d'une guerre prochaine avec États-Unis. De plus, Craig reçoit une lettre, datée du 12 septembre, du ministre Liverpool. Pour lui, ce n'est absolument pas le moment, encore une fois à la veille d'une guerre avec les États-Unis, de rappeler l'Acte constitutionnel. Liverpool demande à Craig d'obtenir « par un exposé ouvert des vues libérales et bienfaisantes de Sa Majesté et par des moyens de conciliation, le support de l'Assemblée telle que constituée présentement ». Il lui indique par ailleurs que l'exécutif dispose déjà de pouvoirs étendus et qu'il n'est pas nécessaire qu'elle en obtienne davantage. Le procureur général britannique, Vicary Gibbs, a pour sa part évalué les articles du Canadien visés en 1810 et juge qu'il n'y a pas là matière à conclure à des « pratiques de trahison ». Il va sans dire que les demandes du secrétaire Ryland, dépêché à Londres pour faire entre autres la promotion d'un projet d'union du Bas et du Haut-Canada, ne trouvent pas d'échos.
Se conformant au désir de ses supérieurs, Craig ouvre la session, le 12 décembre, sur un ton posé. Il dit espérer cette fois que les débats soient menés dans « un juste équilibre des droits et privilèges de chaque branche de la Législature ». Un comité de la Chambre décide, le 24 décembre suivant, que l'élection de Bédard est valide et demande au gouverneur de lui permettre de venir siéger au plus tôt à la Chambre d'assemblée. Joseph Papineau soutient que Craig est déterminé à ne plier à aucune demande de la Chambre sur la question.
Le 21 mars 1811, après plusieurs tentatives, la loi rendant les juges inaptes à siéger à la Chambre d'assemblée est finalement adoptée. La session est prorogée le même jour. Le 4 avril suivant, Bédard est libéré sur ordre du gouverneur. Craig soutient que son emprisonnement avait été « une mesure de précaution et non de punition ». Réclamant encore un procès en bonne et due forme, Bédard finit par quitter la prison le 10. Il aura passé plus d'un an (391 jours) à la prison commune de Québec, située dans les anciennes casernes sur la cote du Palais. Très ébranlé, Bédard remercie ses électeurs dans La Gazette le 11 avril pour sa réélection. Il tentera de retrouver sa place dans la vie publique au cours des mois suivants.

### Fin d'administration et décès

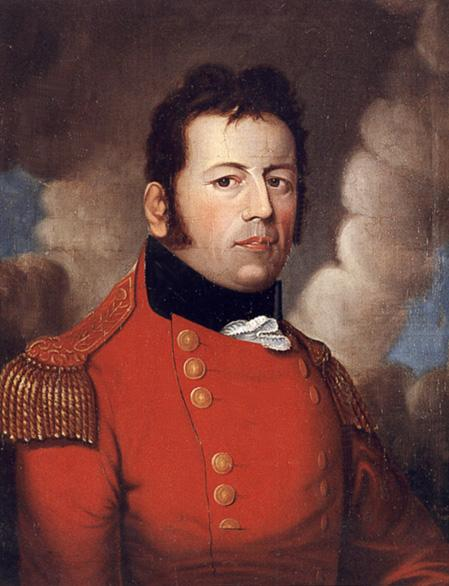
George Prevost succède à Craig comme gouverneur en 1811.

Depuis 1810, sentant sa santé déclinée, James Henry Craig demande son rappel. Ce n'est que le 19 juin 1811 qu'il peut finalement s'embarquer pour Londres. George Prévost, son successeur, arrive le 13 septembre suivant. Entre-temps, l'intérim est assuré par Thomas Dunn. L'un des premiers gestes de Prevost, un militaire suisse, est de nommer Pierre Bédard juge pour le district de Trois-Rivières, en compensation des conséquences liées à son emprisonnement.
Craig reçoit de son côté une ultime récompense le 1er janvier 1812. Il est fait général dans l'armée britannique. Il meurt toutefois célibataire à Londres le 12 janvier suivant.

## Toponymie
Pour encourager l'immigration des États-Unis vers les Cantons de l'Est, Craig a fait construire un chemin qui porte son nom sur une partie de son tracé. Le chemin Craig traverse les régions de Chaudières-Appalaches, Lotbinière et de L'Érable.